# Mahlet Mulugeta
Mahlet Mulugeta (* 20. März 1995) ist eine äthiopische Mittelstreckenläuferin, die sich auf den 800-Meter-Lauf spezialisiert hat.

## Sportliche Laufbahn
Erste internationale Erfahrungen sammelte Mahlet Mulugeta im Jahr 2012, als sie bei den Afrikameisterschaften in Porto-Novo mit 55,62 s in der ersten Runde im 400-Meter-Lauf ausschied und mit der äthiopischen 4-mal-400-Meter-Staffel in 3:41,10 min den siebten Platz belegte. Im Jahr darauf belegte sie bei den Juniorenafrikameisterschaften in Bambous in 57,27 s den siebten Platz über 400 m und gewann mit der Staffel in 3:42,2 min die Silbermedaille. 2017 startete sie im 800-Meter-Lauf bei den Weltmeisterschaften in London und schied dort mit 2:02,04 min im Vorlauf aus. 

## Persönliche Bestzeiten
- 400 Meter: 55,62 s, 27. Juni 2012 in Porto-Novo
- 800 Meter: 1:59,84 min, 27. Juni 2018 in Nancy
  - 800 Meter (Halle): 2:02,18 min, 6. Februar 2019 in Sabadell
- 1500 Meter: 4:10,71 min, 20. Juni 2019 in Ostrava